# 蹇蹇录
《蹇蹇录》（日语：蹇々録，转写：kenkenroku），是日本政治家陆奥宗光的自传回忆录。书名取自易经的「王臣蹇蹇，匪躬之故」，意思是大臣為了國君不避艰险。书中提到了朝鲜东学党起义、甲午戰爭、馬關條約以及三國干涉還遼。該書於明治二十九年（1896年）刊行。昭和四年（1929年）公開出版。